# هیروشی موریتا
هیروشی موریتا (انگلیسی: Hiroshi Morita؛ زادهٔ ۱۸ مهٔ ۱۹۷۸) بازیکن فوتبال اهل ژاپن است.
از باشگاه‌هایی که در آن بازی کرده‌است می‌توان به باشگاه فوتبال پورت اف‌سی، باشگاه فوتبال ساگان توسو، و باشگاه فوتبال آلبیرکس نیگاتا اشاره کرد.